# Бикасательная

Кривая Тротта (чёрная) и её 28 вещественных бикасательных (разноцветные прямые)

Бикасательная — касательная к заданной кривой, соприкасающаяся с ней ровно в двух точках.
В общем случае у алгебраической кривой через каждую точку проходит касательная, но только конечное число из них могут быть бикасательными. По теореме Безу любая имеющая бикасательную алгебраическая кривая имеет степень 4 или выше. Доказательство теоремы о 28 бикасательных плоской кривой четвёртой степени стало важным звеном в развитии геометрии XIX века благодаря тому, что он оказался тесно связан с результатом о 27 прямых на кубике.
Четыре прямых, каждая из которых касается пары выпуклых многоугольников, можно легко найти с помощью двоичного поиска. Именно, в этом алгоритме нужно поддерживать пару указателей в списки рёбер, а затем переводить один и указателей влево или вправо, в зависимости от того, как проходит ребро, среднее между указателями. Подобный поиск бикасательных часто применяется в структурах данных, используемых для эффективного хранения и изменения выпуклых оболочек. В 1990-е годы описан основанный на псевдотриангуляции алгоритм, эффективно перечисляющий все отрезки, бикасательные к семейству выпуклых кривых и не пересекающие ни одной кривой.
Также поиск бикасательных может применяться для ускорения основанного на графах видимости подхода к нахождению кратчайшего пути в евклидовой метрике: кратчайший путь среди выпуклых препятствий должен огибать их, проходя по бикастаельным всюду, кроме границ. Это позволяет найти кратчайший путь с помощью алгоритма Дейкстры к подграфу графа видимости, образованному лежащими на бикасательных рёбрами.

## Связанные понятия
Секущая, в отличие от бикасательной, может пересекать кривую в тех точках, через которые она проходит. Также можно рассматривать бикасательные кривые; например, срединная ось кривой ― множество центров окружностей, касающихся кривой в более чем одной точке.
Касательные прямые к двум окружностям используются в описанном Якобом Штейнером в 1826 году построении окружностей Мальфатти, при вычислении длины верёвки, соединяющей два блока, в теореме Кейси о четырёх окружностях, касающихся пятой, а также в теореме Монжа о коллинеарности точек пересечения бикасательных.